# Viktor Källander
Viktor Källander, född 16 augusti 1982 i Sundbyberg, är en svensk skådespelare. 
Källander gick teaterlinjen på Stockholms Estetiska Gymnasium där gick ut 2001. Han är även utbildad gymnasielärare. 

## Filmografi
- 2000 – Dubbel-8
- 2002 – Olivia Twist
- 2004 – Bombay Dreams
- 2004 – Min f.d. familj
- 2005 – Lasermannen (TV-serie)
- 2007 – Världarnas bok
- 2007 – En riktig jul (julkalender)
- 2009 – Morden